# Suske de rat
Suske de rat is een stripverhaal uit de reeks van Suske en Wiske dat werd uitgegeven in 2012.

## Personages
In dit verhaal spelen de volgende personages mee:
- Cois Antigoon (Suske), Willemien (Wiske), Corina (directeur van het internaat, tante Sidonia), Sjonny (Lambik), kapitein Ankerman (Jerom), Cis Antigoon, opzichtster Ina, Kees Kadaver, Ruud en André (de drie boeven), Cara de Ara, voorbijgangers, politieagenten, groenteboer, Kaatje (naaister), Luigi (kok), barman, hoertje, Sus Antigoon en andere spoken

## Locaties
Dit verhaal speelt zich af op de volgende locaties:
- België, Antwerpen, Nederland, Amsterdam, internaat, centraal station, het Vondelpark, de Dam, Italiaans restaurant, café de Zwarte Zuster aan het Oudekerksplein, het huis van tante Sidonia.

## Het verhaal
Wiske komt thuis van een pyjamafeestje en Suske leest een boek. Wiske is verbaasd dat Suske geen computerspel speelt en hij legt uit dat hij die middag een vrouw, Willemien Perenboom, wilde helpen toen ze door de buurhond werd aangevallen. Ze bracht hem een erfenis en vertelt dat haar man Cois Antigoon pas overleden is. Suske krijgt een koffertje en daarin zit een dagboek. Het begint bij het uitbreken van de Eerste Wereldoorlog, op 4 augustus 1914 vallen de Duitsers België binnen. Cis, de vader van Cois wordt opgeroepen door het leger en laat zijn zoon naar het neutrale Nederland vluchten. Een verre nicht is directrice van een internaat. Als Cois zijn vader mist, moet hij naar de sterren kijken. In het internaat is Ina erg streng voor de kinderen. Cois ontmoet Willemien en zij noemt hem Sus. Samen kijken ze naar de sterrenhemel, maar ze worden door Ina betrapt en moeten voor straf klusjes doen.
Tijdens het dweilen van de vloeren hoort Sus de ara van Ina praten. Sus ziet Ina geld uit de kassa nemen. Het beest vertelt dat er een Extrrraaatje voorrr Inaaatje is en Ina dreigt Sus als hij zijn mond voorbij praat te zullen straffen. Sus vertelt alles aan Willemien. Die avond worden alle kinderen uit bed gehaald. Juffrouw Corina vertelt dat er geld uit de kassa is gestolen en het blijkt dat dit geld in het bed van Sus verstopt is. Ina heeft dit gedaan, maar Sus wordt door Corina meegenomen naar haar kantoor. Sus beschuldigt Ina, maar Corina gelooft hem niet en vertelt dat de moeder van Ina al jaren ziek is. Sus zegt dat hij weer naar Antwerpen wil en wordt dan opgesloten in een cel. 
Die nacht wil Corina de boekhouding nakijken en Ina schrikt. Ze gaat naar de cel van Sus en opent de deur. Sus verlaat het gebouw en gaat naar het station, maar heeft geen geld voor een kaartje. Corina beschuldigt Willemien dat ze Sus heeft helpen ontsnappen en in haar kluisje wordt de sleutel gevonden. Ze vertelt dat ze er niks mee te maken heeft en krijgt een milde straf. Sus vraagt voorbijgangers om geld, maar wordt dan door politieagenten gezien. Sus vlucht het Vondelpark in en ontmoet Sjofele Sjonny. Sus vraagt Sjonny om hulp en vertelt dat hij terug naar Antwerpen wil gaan. Corina controleert de boekhouding en geeft het terug aan Ina. Sus en Sjonny stelen wat appels bij een groenteboer en gaan dan naar de Dam om op te treden. Willemien sluipt naar de kamer van Ina en hoort hoe ze sjoemelt met de boekhouding. Als de naaister verstelwerk heeft gedaan, zet ze meer werk in de boeken dan in werkelijkheid is uitgevoerd. Het verschil houdt ze zelf en Willemien besluit een brief te schrijven aan Corina.
Sjonny en Sus krijgen geld voor hun optreden en gaan naar een Italiaans restaurant. Daar krijgen ze eten in ruil voor een liedje voor de kok. Corina leest de brief en gaat naar de kamer van Ina. Ze hoort de ara praten. Sjonny maakt al het geld op aan drank en Sus gaat met hem naar het park om te slapen. Daar hoort Sus dat Sjonny vroeger samen met Corina op een internaat zat, ze waren beide weeskinderen. Ze werden verliefd, maar Sjonny wilde het echte wilde leven leiden en muzikant worden. Dit lukte niet en hij ging zwerven, waarna Corina niks meer met hem te maken wilde hebben. Sus kijkt naar de Grote Beer en denkt aan zijn vader op het strijdveld. Dan begint het tinnen soldaatje te praten. Het tinnen soldaatje vertelt dat Sjonny geen geld zal overhouden voor een treinkaartje naar Brussel, hij wil dat Sus bij hem blijft om samen te zwerven. Het tinnen soldaatje zegt Sus terug te gaan naar het internaat. 
Sus besluit terug te gaan, maar Sjonny vraagt hem te blijven. Dan komen ze drie criminelen tegen die nog geld tegoed hebben van Sjonny. Er begint een gevecht en als Sus een van de criminelen schopt, hebben ze interesse in hem. In ruil voor de kwijtschelding van de schuld draagt Sjonny Sus over aan de criminelen. Corina gaat langs bij Kaatje en vraagt over het naaiwerk voor het internaat. De criminelen gaan met Sus naar café de Zwarte Zuster en verstoppen de buit die Sus heeft verzameld. Sjonny besluit Sus te helpen en komt ook naar het café, maar kan de mannen niet aan. Hij besluit naar Corina te gaan. Corina spreekt Ina aan op haar leugens en deze bekent. Sjonny komt binnen en vertelt dat Cois door criminelen gevangen gehouden wordt en Willemien wil hem helpen. Ze rent de deur uit en Ina rent achter haar aan. Corina besluit om kapitein Ankerman te bellen en hij belooft het kind te halen.
Willemien ziet Sus in een kelder van het café en Ina gaat het café binnen. Ze wordt door de criminelen vastgepakt en Sus en Willemien kunnen nog net ontsnappen. Een van de criminelen wil onderduiken in Rotterdam, maar kapitein Ankerman houdt hem tegen. Sus en Willemien worden toch nog gepakt en in een kist opgesloten. Deze kist wordt op het spoor gezet. Kapitein Ankerman vindt de andere criminelen en hoort dat de kinderen in een kist op het spoor zijn gezet. Hij kan de trein net op tijd stoppen en de bendeleden worden aan de politie uitgeleverd.
Willemien en Sus gaan terug naar het weeshuis en Sus wordt door Corina geroepen. Hij krijgt een brief en leest dat zijn vader is overleden. Hij krijgt een zakhorloge dat al jaren in de familie Antigoon is. Ina krijgt een laatste kans van Corina en krijgt extra hulp voor haar zieke moeder. Sjonny betert zijn leven en krijgt via kapitein Ankerman een baantje in het orkest van een luxeschip op de trans-Atlantische linie. Hij trouwt met Corina en samen adopteren ze Sus en Willemien. Sus trouwt later met Willemien. Tante Sidonia komt binnen en ziet dat Wiske slaapt. Suske heeft zijn boek uit en ziet de grote beer. Sus Antigoon zit met andere spoken in de wolken en ziet dat het zakhorloge van de familie Antigoon in veiligheid is. Ze breken hun flessen en verdwijnen.